# 포가튼 (드라마)
포가튼(The Forgotten)은 2009년부터 2010년까지 ABC에서 방영된 텔레비전 드라마이다.